# Balanowithius weyrauchi
Espèce
Balanowithius weyrauchi est une espèce de pseudoscorpions de la famille des Withiidae.

## Distribution
Cette espèce se rencontre au Pérou et au Brésil.

## Étymologie
Cette espèce est nommée en l'honneur de Wolfgang Karl Weyrauch.

## Publication originale
- Beier, 1959 : Zur Kenntnis der Pseudoscorpioniden-Fauna des Andengebietes. Beiträge zur Neotropischen Fauna, vol. 1, p. 185-228.